# Geschäftsprozessoptimierung
Dieser Artikel wurde aufgrund inhaltlicher und/oder formaler Mängel auf der Qualitätssicherungsseite des Portals Wirtschaft eingetragen. 
Du kannst helfen, indem du die dort genannten Mängel beseitigst oder dich an der Diskussion beteiligst.
Die Geschäftsprozessoptimierung (GPO) bezeichnet die Gesamtheit aller Aktivitäten und Entscheidungen zur Verbesserung von Geschäftsprozessen in einem Unternehmen.
Die Grundlage der GPO bilden diejenigen betriebswirtschaftlichen Kennzahlen, die für den Erfolg des Geschäftsfelds ausschlaggebend sind. Das können zum Beispiel Durchlaufzeiten, Prozesskosten, Produktivität oder Fehlerquoten sein.

## Ansatz
Im Bereich der GPO gibt es grundsätzlich zwei unterschiedliche Ansätze:

### Kontinuierliche Verbesserung
Beim kontinuierlichen Verbesserungsprozess (KVP) werden bestehende Prozesse laufend verbessert. Als Synonym wird in der Literatur oft der Ausdruck Kaizen, japanisch für Veränderung zum Besseren, gebraucht. Der Schwerpunkt ist hierbei in der Regel lokal und nur bei einzelnen Prozessen. Es wird bottom-up vorgegangen.

### Business Process Reengineering
Das Business Process Reengineering (BPR) kommt aus den Vereinigten Staaten und sorgt in der ursprünglichen Form für eine komplette Neuausrichtung der Geschäftsprozesse. Im Vergleich zum Kaizen wird hier das Unternehmen insgesamt und bereichübergreifend verändert. Das Vorgehen ist Top-down. Kritiker bemängeln jedoch, dass die Erfassung und Untersuchung der zu erneuernden Geschäftsprozesse eine Zeit- und Ressourcenverschwendung sei und die Kreativität behindere.

## Prozessglättung
Die Prozessglättung verfolgt das Ziel, Ausnahmen im Prozessablauf zu standardisieren und somit den Prozessablauf zu glätten um damit die Prozesssicherheit zu erhöhen. Je einfacher und standardisierter Prozesse sind, desto weniger Ausnahmen sind zu erwarten, was sich wiederum positiv auf die Prozesskosten sowie die Eingriffs- oder Steuerungsmöglichkeiten auswirkt.
Prozessglättung kann durch verschiedene Maßnahmen erreicht werden. Beispielsweise indem räumliche Nähe hergestellt wird oder Zeitpotentiale genutzt werden, um Durchlaufzeiten zu reduzieren. Weitere mögliche Maßnahmen bestehen darin, Puffer (etwa Wartezeiten) zwischen den einzelnen Prozessschritten und Schnittstellen, die einen glatten Durchlauf behindern, zu beseitigen.

## Vorgehensweise
Die GPO ist an keine bestimmte Vorgehensweise geknüpft. In der Praxis existieren mehrere Ansätze zur Umsetzung. Grundsätzlich orientiert sich auch die GPO am universellen Vorgehensmodell eines Organisationsprojektes, das sich in folgende Phasen gliedert:
1. Vorbereitung
2. Voruntersuchung
3. Hauptuntersuchung (Ist-Erhebung, Ist-Analyse, Soll-Konzeption)
4. Umsetzung
5. Evaluierung

Davon abweichende Modelle sind beispielsweise die PAS 1021 des Deutschen Institutes für Normung oder das Vorgehensmodell des Kompetenzzentrums Vorgangsbearbeitung, Prozesse und Organisation.